# Черноморская советская республика
Черномо́рская Сове́тская Респу́блика — советская республика в составе РСФСР, на территории бывшей Черноморской губернии. Советская власть в регионе была провозглашена 25 ноября 1917 года губернским съездом Советов в Новороссийске. 30 мая 1918 года вместе с Кубанской советской республикой была преобразована в Кубано-Черноморскую Советскую Республику. Административный центр — Новороссийск.
Съезд Советов Черноморской губернии 6-8 декабря 1917 года избрал ЦИК, в котором преобладали большевики под председательством А. И. Рубина. 13 февраля 1918 года в условиях борьбы с Кубанской Радой на расширенном заседании губернского ЦИК Черноморский военно-революционный штаб слит с ВРК Кубанской области в единый орган — Главный Кубано-Черноморский ВРК (председатель — Я. В. Полуян. Была организована Кубанская Южная революционная Армия, штаб которой располагался в станице Крымской. Были проведены революционные мероприятия: национализация промышленных предприятий, помещичьих имений, наделение землёй иногородних, был ликвидирован старый аппарат власти, введена выборность командиров в воинских частях, подготавливались выборы в Советы всех уровней.
Третий Съезд советов Черноморской губернии, состоявшийся 10-13 марта в Туапсе, преобразовал Черноморскую губернию в Черноморскую Советскую Социалистическую Республику. Съезд одобрил решения 3 Всероссийского Съезда Советов о заключении Брестского мира, принял постановления о конфискации монастырского и церковного имущества. 28-30 мая 1918 года 3-й Чрезвычайный Съезд Советов Кубани и Черноморья принял решение об объединении Черноморской советской республики и Кубанской Советской республики в Кубано-Черноморскую Советскую республику.